# Talal Selhami
Talal Selhami, né le 11 mars 1982 à Neuilly-sur-Seine dans  les Hauts-de-Seine, est un réalisateur et scénariste franco-marocain.

## Biographie
Talal Selhami est le fils cadet du journaliste marocain Mohamed Selhami, fondateur du journal Maroc Hebdo International. Il est titulaire d'un master 2 en arts et spectacle, spécialité réalisation, à l'université Panthéon-Sorbonne.
Il a réalisé plusieurs courts métrages, dont Sinistra (2005) et Partir en fumée (2007), pour la Ligue contre le cancer et Arte. 
En 2010, il s'est lancé dans la réalisation de son premier long métrage, Mirages, qui a participé à de nombreux festivals généralistes dont le Festival International du Film de Marrakech (2010), Le Festival National du film de Tanger (2011), où il a obtenu deux prix (meilleure image et meilleure interprétation féminine). Puis un parcours vers les festivals internationaux de cinéma de genre, le BIFFF à Bruxelles (2011, prix spécial du jury), le NIFFF à Neuchâtel, le festival du film fantastique de Sitges où il représente pour la première fois le Maroc. 
En décembre 2018, il sort son film Achoura, (Achoura, La nuit des enfants) une production franco-marocaine, avec lequel il rencontre le succès. le film parcours une quinzaine de festivals à travers le monde le Paris International Fantastic Film Festival, le festival international du film fantastique de Bruxelles, le BIFAN en Corée du Sud, Le NIFFF à Neuchâtel... Il a ainsi reçu le prix de la meilleure production au festival national du film de Tanger 2019, la Mention Spéciale du Jury au festival du film fantastique de Sitges, et le prix du meilleur film au festival Hardline en Allemagne.

## Filmographie

### Cinéma

#### Longs métrages
- 2011 : Mirages
- 2018 : Achoura

#### Courts métrages
- 2003 : Patient X
- 2004 : La Victime du passé
- 2004 : Étrange ?
- 2005 : Conséquence d'un casse (sans grandes incidences)
- 2006 : Sinistra
- 2007 : Partir en fumée

## Distinctions
- 2019 festival national du film de Tanger :  prix de la meilleure production avec le film Achoura, La nuit des enfants.